# Ana Maria Moretzsohn
Ana Maria Coelho Moretzsohn (Rio de Janeiro, 7 de novembro de 1947) é uma escritora e autora de telenovelas brasileira. É mãe do ator Guga Coelho, da escritora Patrícia Moretzsohn e do diretor Alexandre Moretzsohn.
Nascida no bairro carioca de Copacabana, na juventude estudou jornalismo, atividade que começou por exercer. A partir de 1985, começa a escrever telenovelas, profissão que exerce até hoje. Entrou na TV Globo através da Casa de Criação de Janete Clair, projeto criado em homenagem à autora pelo viúvo Dias Gomes e com o objetivo de criar novos novelistas.
Não escreveu apenas para a TV Globo. Em momentos de sua carreira como autora, transferiu-se para outras emissoras brasileiras como Rede Bandeirantes e Rede Record. Em 2001, supervisiona o texto da novela A Senhora das Águas em Portugal.
Recentemente junto com a sua filha, escreveu o livro Bonita Luz, logo após ter finalizado Luz do Sol. Viajou para a Bahia onde escreve seu romance policial.

## Biografia
Nascida no ano de 1947, Ana Maria cursou jornalismo e trabalhou em alguns jornais como Jornal Extra e Folha de S. Paulo. Em 1984 entra na Casa de Criação de Janete Clair, e consegue entrar na TV Globo.

## Carreira

### 1985–05
Estreou como autora da TV em 1985, quando escreveu um episódio do Caso Verdade. No ano seguinte escreveu um episódio para o Teletema. Em 1987, foi colaboradora de Walther Negrão na novela Direito de Amar. No mesmo ano, foi colaboradora de Daniel Más na novela Bambolê. Em 1989/1990 escreveu com Aguinaldo Silva e Ricardo Linhares a novela Tieta, adaptação da obra de Jorge Amado. Ainda com Aguinaldo, escreveu a minissérie Riacho Doce, também uma adaptação. No mesmo ano, escreve no horário das 19h com Ricardo Linhares e Maria Carmem Barbosa a novela Lua Cheia de Amor, adaptação da novela das 18h Dona Xepa, de Gilberto Braga, sob a supervisão do mesmo. No ano seguinte, repetindo a parceria com Ricardo Linhares e Aguinaldo Silva, escreveu Pedra sobre Pedra. Em 1993, também com Ricardo e Aguinaldo, escreveu a novela Fera Ferida. Em 1995 Ana Maria supervisionou, junto com Ricardo Linhares a 1ª temporada de Malhação, que teve autoria de Andréa Maltarolli e sua filha.
Em 1996 se transfere para a Rede Bandeirantes. Nessa emissora escreveu sua primeira novela solo, Perdidos de Amor, que teve boa audiência. Em 1998 escreveu a adaptação literária Serras Azuis, que foi duramente criticada, devido ao seu roteiro fraco e cheio de clichês. No mesmo ano, adaptou a novela Meu Pé de Laranja Lima e em dezembro escreveu o especial Contos de Natal. Em 2000, retornou à TV Globo, onde escreveu a novela das seis Esplendor, que obteve índices razoáveis de audiência, tendo levantado os índices da novela anterior, Força de um Desejo. Junto com a filha, no ano seguinte escreveu a novela Estrela-Guia, protagonizada por Sandy e Guilherme Fontes. Também em 2001, supervisionou a novela A Senhora das Águas em Portugal. Em 2002/2003, na TV Globo, escreveu Sabor da Paixão, sua última novela na emissora e que foi um fiasco retumbante, chegando a 14 pontos.

### 2006–10
Em setembro 2006 assina com a Rede Record e prepara a sinopse de uma novela, a qual originalmente teria o título de A Estranha. A novela estreou em 21 de março de 2007 sob o novo título de Luz do Sol, trazendo como protagonista Luíza Tomé no papel de uma mãe que tem sua filha sequestrada no aniversário de cinco anos e, mais de uma década depois, finalmente consegue encontrá-la. A produção trouxe uma abordagem diferente do que Ana Maria fazia até então, com novelas mais densas e dramáticas, sendo que Luz do Sol se baseava em histórias leves, comédia romântica e um núcleo fundamentado nas praias cariocas. A novela estreou com 12 pontos e chegou ao fim com 16, mantendo a vice-liderança para a emissora, com picos de alguns capítulos liderar o horário. Em 2008, apresentou uma sinopse intitulada Corpos Partidos, a qual pretendia levar ao ar em 2009 logo após o fim de Promessas de Amor no horário de novela das oito. A novela teria como tema o tráfico de órgãos humanos para outros países no mercado negro, apresentando uma trama mais densa que sua antecessora, Luz do Sol. A trama chegou a ser aprovada e Ivan Zettel escalado como diretor. Porém, pouco tempo depois, a versão brasileira de Bela, a Feia foi aprovada para o horário, sendo escrita por Gisele Joras, e Corpos Partidos acabou engavetada. Em dezembro de 2009 seu contrato chega ao fim e Ana Maria decide não renová-lo, aborrecida pelos rumos da história em que havia preparado. Em 2010 chegou à negociar com o SBT para estrear Corpos Partidos, porém, pela situação precária da teledramaturgia da emissora, decidiu não assinar contrato.

### 2011–presente
Em 2011, retornou mais uma vez à Globo, onde supervisionou a primeira fase de Malhação Conectados junto com Ricardo Linhares de autoria de Ingrid Zavarezzi. Na segunda fase da temporada, assumiu a autoria da trama junto com Ingrid. Em 2012, supervisionou a primeira fase da vigésima temporada de Malhação, que teve autoria de de Rosane Svartman e Glória Barreto e em 2013, escreveu a temporada seguinte da série, em parceria com sua filha. No mesmo ano, em parceria com Ricardo Linhares, foi supervisora do remake de Saramandaia. Após 7 anos afastada das telenovelas, Ana Maria retorna para a Rede Record em 2019, à convite de Gustavo Reiz, para ser uma das colaboradoras da novela Gênesis. Com a conturbada saída de Gustavo do projeto, ela acabou deixando o time de colaboradores da novela e a emissora.

## Vida pessoal
É mãe da autora Patrícia Moretzsohn (1974), do ator Guga Coelho (1975) e do diretor Alexandre Moretzsohn (1978).

## Trabalhos
Telenovelas
| Ano  | Trabalho                      | Emissora          | Escalação             | Parceiros Titulares                                                  |
| ---- | ----------------------------- | ----------------- | --------------------- | -------------------------------------------------------------------- |
| 2013 | Malhação: Casa Cheia          | TV Globo          | autora principal      | Patrícia Moretzsohn                                                  |
| 2013 | Saramandaia                   | TV Globo          | supervisora de texto  | Ricardo Linhares                                                     |
| 2012 | Malhação: Intensa como a Vida | TV Globo          | supervisora de texto  | Rosane Svartman Glória Barreto                                       |
| 2011 | Malhação                      | TV Globo          | supervisora de texto  | Ingrid Zavarezzi                                                     |
| 2007 | Luz do Sol                    | Rede Record       | autora principal      |                                                                      |
| 2002 | Sabor da Paixão               | TV Globo          | autora principal      |                                                                      |
| 2001 | A Senhora das Águas           | RTP (Portugal)    | supervisora do texto  |                                                                      |
| 2001 | Estrela-Guia                  | TV Globo          | autora principal      | Patrícia Moretzsohn                                                  |
| 2000 | Esplendor                     | TV Globo          | autora principal      |                                                                      |
| 1998 | Meu Pé de Laranja Lima        | Rede Bandeirantes | autora principal      |                                                                      |
| 1998 | Serras Azuis                  | Rede Bandeirantes | autora principal      |                                                                      |
| 1997 | Riscos                        | RTP (Portugal)    | supervisão de roteiro |                                                                      |
| 1996 | Perdidos de Amor              | Rede Bandeirantes | autora principal      |                                                                      |
| 1995 | Malhação                      | TV Globo          | supervisora do texto  | Patrícia Moretzsohn Márcia Prates Andréa Maltarolli Emanuel Jacobina |
| 1993 | Fera Ferida                   | TV Globo          | autora principal      | Aguinaldo Silva Ricardo Linhares                                     |
| 1992 | Pedra sobre Pedra             | TV Globo          | autora principal      | Aguinaldo Silva Ricardo Linhares                                     |
| 1990 | Lua Cheia de Amor             | TV Globo          | autora principal      | Ricardo Linhares Maria Carmem Barbosa                                |
| 1989 | Tieta                         | TV Globo          | autora principal      | Aguinaldo Silva Ricardo Linhares                                     |
| 1989 | O Salvador da Pátria          | TV Globo          | colaboradora          | Lauro César Muniz                                                    |
| 1987 | Bambolê                       | TV Globo          | colaboradora          | Daniel Más                                                           |
| 1987 | Direito de Amar               | TV Globo          | colaboradora          | Walther Negrão Alcides Nogueira                                      |

Minisséries e seriados
| Ano  | Trabalho        | Emissora          | Escalação                  | Parceiros Titulares |
| ---- | --------------- | ----------------- | -------------------------- | ------------------- |
| 2012 | As Brasileiras  | TV Globo          | autora de quatro episódios |                     |
| 1998 | Contos de Natal | Rede Bandeirantes | autora principal           |                     |
| 1990 | Riacho Doce     | TV Globo          | autora principal           | Aguinaldo Silva     |
| 1986 | Teletema        | TV Globo          | co-autoria                 |                     |
| 1985 | Caso Verdade    | TV Globo          | co-autoria                 | Walther Negrão      |

## Jornalismo
- 1979 - Folha de S. Paulo
- 1973 - Jornal Extra